# Port-de-Paix
Port-de-Paix este o comună din arondismentul Port-de-Paix, departamentul Nord-Ouest, Haiti, cu o suprafață de 351,75 km2 și o populație de 185.494 locuitori (2009).